# ミツノエンマコガネ
ミツノエンマコガネは、コウチュウ目・コガネムシ上科・ダイコクコガネ亜科に分類される昆虫の一種である。糞や野鳥の死骸を餌にするいわゆる糞虫の一種である。

## 形態
体長:12.0から18.3mm。日本国産種の内ではかなり大型。短卵形で体は大型個体では特に強く膨隆し、背面は黒色で光沢は他のダイコクコガネ亜科に比べて鈍い尾接板は基部で縁取られ、浅い横長の眼状点刻を密に散布する。強い4本の外歯がある。

## 生態
5月から10月に発生し、腐肉に飛来するが、日本国内での分布は局限される。生息地としては以前から愛知県の知多半島が有名であり、1960年代に採集された記録がある。特に日間賀島は個体数が多い。採集方法としては、魚肉や鶏肉をいれた落とし穴トラップが有効である。自然界においては、腐った野菜くずや野鳥の死骸に集まると言う。
他のダイコクコガネ亜科と同じく、幼虫は糞を餌にすると思われるが、生態には不明な点が多い。